# Vanja Rogulj
Vanja Rogulj (ur. 13 lutego 1982 w Splicie) – chorwacki pływak, specjalizujący się głównie w stylu klasycznym i stylu dowolnym.
Wicemistrz Europy z Eindhoven w sztafecie 4 × 100 m stylem zmiennym, brązowy medalista mistrzostw Europy na krótkim basenie z Walencji w sztafecie 4 × 50 m stylem zmiennym.
3-krotny uczestnik Igrzysk Olimpijskich: z Sydney (30. miejsce na 100 m stylem klasycznym i 14. miejsce w sztafecie 4 × 100 m stylem zmiennym), Aten (26. miejsce na 100 m stylem klasycznym i 37. miejsce na 200 m stylem klasycznym) oraz Pekinu (42. miejsce na 100 m stylem klasycznym i 12. miejsce w sztafecie 4 × 100 m stylem zmiennym).
W 2009 roku zakończył sportową karierę.